# Conjecture de Scholz
Pour les articles homonymes, voir Scholz.
En mathématiques, la conjecture de Scholz, parfois appelée conjecture de Scholz-Brauer ou conjecture de Brauer-Scholz, fut proposée en 1937. Elle prétend que
{\displaystyle l\left(2^{n}-1\right)\leq n-1+l\left(n\right)}
où l(n) est la longueur de la plus courte chaîne d'additions qui produit n, c'est-à-dire le plus petit entier m pour lequel il existe une suite {\displaystyle (v_{0},\ldots ,v_{m})} telle que {\displaystyle v_{0}=1}, {\displaystyle v_{m}=n}, et chaque {\displaystyle v_{i}} est de la forme {\displaystyle v_{j}+v_{k}} avec {\displaystyle j,k<i}.
Elle a été démontrée dans de nombreux cas, mais pas dans le cas général.
Par exemple pour n = 5 on a égalité, car l(5)=3 (puisque 1+1=2, 2+2=4, 4+1=5 et il n'existe pas de chaîne plus courte), l(31)=7 (1+1=2, 2+1=3, 3+3=6, 6+6=12, 12+12=24, 24+6=30, 30+1=31), et
{\displaystyle l\left(2^{5}-1\right)=5-1+l\left(5\right)}.
Des considérations élémentaires sur la nature des chaînes d'additions et le codage binaire permettent d'établir l'inégalité suivante, plus faible :
{\displaystyle l\left(2^{n}-1\right)\leq 2(n-1)},
mais une preuve qui permettrait de remplacer par {\displaystyle l(n)} l'un des deux « {\displaystyle n-1} » du majorant  n'a pas encore été trouvée.